# Jaroslav Černý (malíř)
Jaroslav Černý (1. června 1904 Plzeň-Bolevec – 26. března 1984 Černošice) byl český akademický malíř.

## Život
Jaroslav Černý se narodil v Plzni-Bolevci, pocházel z chudé dělnické rodiny. Jeho nadání a umělecká kreativita se projevily již v obecné škole, kdy poprvé vystavoval svoje kresby. Malovat a kreslit se učil v Plzni u profesora Skupy a na malířské škole profesora Proškovce. V Praze vystudoval v letech 1936 až 1938 Akademii výtvarných umění u prof. Maxe Švabinského a prof. Otakara Nejedlého. Na jeho uměleckém vývoji se také velmi podílela studijní cesta s malířem Františkem Kupkou po Itálii, Francii a Rakousku. Maloval krajiny, figurální a industriální motivy. První zmínka o jeho účasti na výstavě pochází z roku 1947 v katalogu českých malířů na výstavě v Rio de Janeiru. Od 30. let minulého století žil v Černošicích u Prahy v Husově 873, kde měl na půdě ateliér plný obrazů. V 70. letech se přestěhoval do části Černošic Horka. Zemřel v roce 1984.

## Dílo
Jaroslav Černý vystřídal ve své celoživotní tvorbě různé výtvarné techniky. Náměty svých děl nacházel zejména v české krajině, kterou dokázal zobrazit s nesmírným uměleckým citem. Je právem nazýván „básníkem české krajiny“.[zdroj?] Svoje obrazy vystavoval s úspěchem na mnoha výstavách doma, v Evropě i v Jižní Americe. Za svoji uměleckou činnost obdržel ocenění a uznání. Jeho díla je možno např. zhlédnout v Galerii hlavního města Prahy, Oblastní galerii Vysočiny, Galerii moderního umění v Hradci Králové, Muzeu umění Olomouc, Galerii výtvarného umění v Náchodě a Památníku národního písemnictví.

## Díla ve sbírkách Galerie hl. m. Prahy
Tvorba Jaroslava Černého je ve sbírkách Galerie hlavního města Prahy zastoupena těmito díly:
- Údolí Berounky (1940), papír, strojní uhel
- Olešná (1943), papír, strojní uhel
- Krajina – léto (1943), papír, strojní uhel
- Krajina u Vonoklas (1947), papír, strojní	uhel
- Z ostravských motivů (1951), papír, strojní uhel
- Ostravský kraj (neurčena), papír, strojní	uhel
- Z ostravských motivů (neurčena), papír, strojní pastel
- Předjaří u Srbska (neurčena), papír, olej
- Vysočany (1960), karton, lepenka,	olej